# Le Fel
Le Fel – miejscowość i gmina we Francji, w regionie Oksytania, w departamencie Aveyron. W 2013 roku jej populacja wynosiła 161 mieszkańców. Przez teren gminy przepływa rzeka Lot.